# アイデン・ヤマンラール
アイデン（アイドゥン）・ヤマンラール（Aydın Yamanlar、1941年9月9日 - 2008年7月12日）は、トルコ共和国出身の俳優、慶應義塾大学トルコ語講師。
妻は山形藩主水野家の第16代当主水野忠俊の妹で、龍谷大学国際文化学部教授をつとめ、NPO法人 日本トルコ交流協会 代表ヤマンラール水野美奈子。

## テレビ
- 翔ぶが如く : 20話
- 仮面ライダーBLACK : 16話
- 特警ウインスペクター : 死神モス（13、14話声、丸山詠二）
- 信長 KING OF ZIPANGU : ポルトガル船長
- 世にも奇妙な物語『切腹都市』 : 上司
- 結婚してシマッタ! [6]
- あなただけ見えない : イワノフ、イーゴリ
- 料理恋物語
- 二千年の恋 : 10、11話

## 映画
- はいからさんが通る
- ジパング
- 帝都大戦 : シュペアー中将
- ゴジラvsビオランテ : アブドール・ザルマン[1]

## ビデオ
- 報復攻撃 - 美しき殺人者（1998年、監督：小林要、徳間ジャパンコミュニケーションズ、形式：VHS）

## 書籍・雑誌
- 『トルコ語60分』〈マルチリンガル・マラソン 17〉アルク、1995年 - カセットテープと小冊子(30頁)のセット。ISBN 978-4872344547
- 『250語でできるやさしいトルコ会話』 白水社、1998年 - ヤマンラール水野美奈子との共著。ISBN 978-4560005330
- 『中級トルコ語読本』大学書林、1990年 - ヤマンラール水野美奈子との共著。NCID BN05003409
- 『全訳中級トルコ語読本』大学書林、1992年 - ヤマンラール水野美奈子との共著。ISBN 978-4475018005 - ※教材読本である『中級トルコ語読本』のトルコ語テキストに訳文（pp.113-142）を加えたもの。
- 『トルコ語会話の知識―トルコ語の発想と表現』大学書林、1994年 - 林徹との共著。ISBN 978-4475013871
- 「作家たちの生き方 - 文学」「演劇人たちの世界 - 演劇と映画」『トルコ』〈暮らしがわかるアジア読本〉鈴木董 編、共著、河出書房新社、2000年。ISBN 978-4309724683
- 「私、ジャイアンツの大ファンです▽トルコ」『	ああ、結婚！ おお、夫婦！』pp.85-87、文藝春秋、2007年2月臨時増刊号 特別版[7]。NAID 40015172568